# مینا، تاسمانیا
مینا (به انگلیسی: Miena) یک شهرک در استرالیا است که در تاسمانی واقع شده‌است.